# Otto Apel
Otto Apel (* 30. Dezember 1906 in Vatterode; † 19. März 1966 in Frankfurt am Main) war ein deutscher Architekt.

## Leben
Nach einer Maurerlehre begann Otto Apel eine Lehre in einem Architekturbüro und studierte von 1925 bis 1927 in der Baugewerkschule Kassel. Anschließend war er als technischer Angestellter der Stadt Kassel tätig, bevor er dann 1929 sein Studium in der Akademie der Künste in Berlin aufnahm.
Während des Nationalsozialismus war er als Architekt der Generalbauinspektion Berlin als Assistent von Heinrich Tessenow im Architektenstab von Albert Speer. In den letzten Kriegsjahren wurde er als Soldat eingezogen.
In der Nachkriegszeit war Apel als leitender Architekt in der Frankfurter Aufbau AG mit zahlreichen Wiederaufbauprojekten von Bürobauten und Wohnungen für Bundesbedienstete betraut. Ab 1949 arbeitete er als selbständiger Architekt in Arbeitsgemeinschaft mit Rudolf Letocha, Rohrer, Herdt und Sep Ruf, an den Erweiterungsbauten und den Siedlungen der US-amerikanischen Hochkommission (HICOG) in Bonn und Bad Godesberg (Muffendorf, Plittersdorf und Tannenbusch), bis er dann 1953 ein eigenes Architekturbüro in Frankfurt eröffnete. Zeitweilig arbeitete er auch mit Eberhard Brandl zusammen sowie mit dem New Yorker Büro Skidmore, Owings & Merrill. 1961 gründete er zusammen mit Hannsgeorg Beckert und dem Ingenieur Gilbert Becker das Architekturbüro ABB.
Apels Bauten stehen am Übergang von der NS-Architektur zur modernistischen Architektur der 1950er Jahre, als der Anschluss an die internationalen Architekturströmungen (z. B. Le Corbusier) gesucht wurde. Typisch für seinen Stil sind weit auskragende Gesimse sowie feingliedrige Fensterrahmen aus Aluminium mit goldeloxierten Profilen.

## Werk (Auswahl)

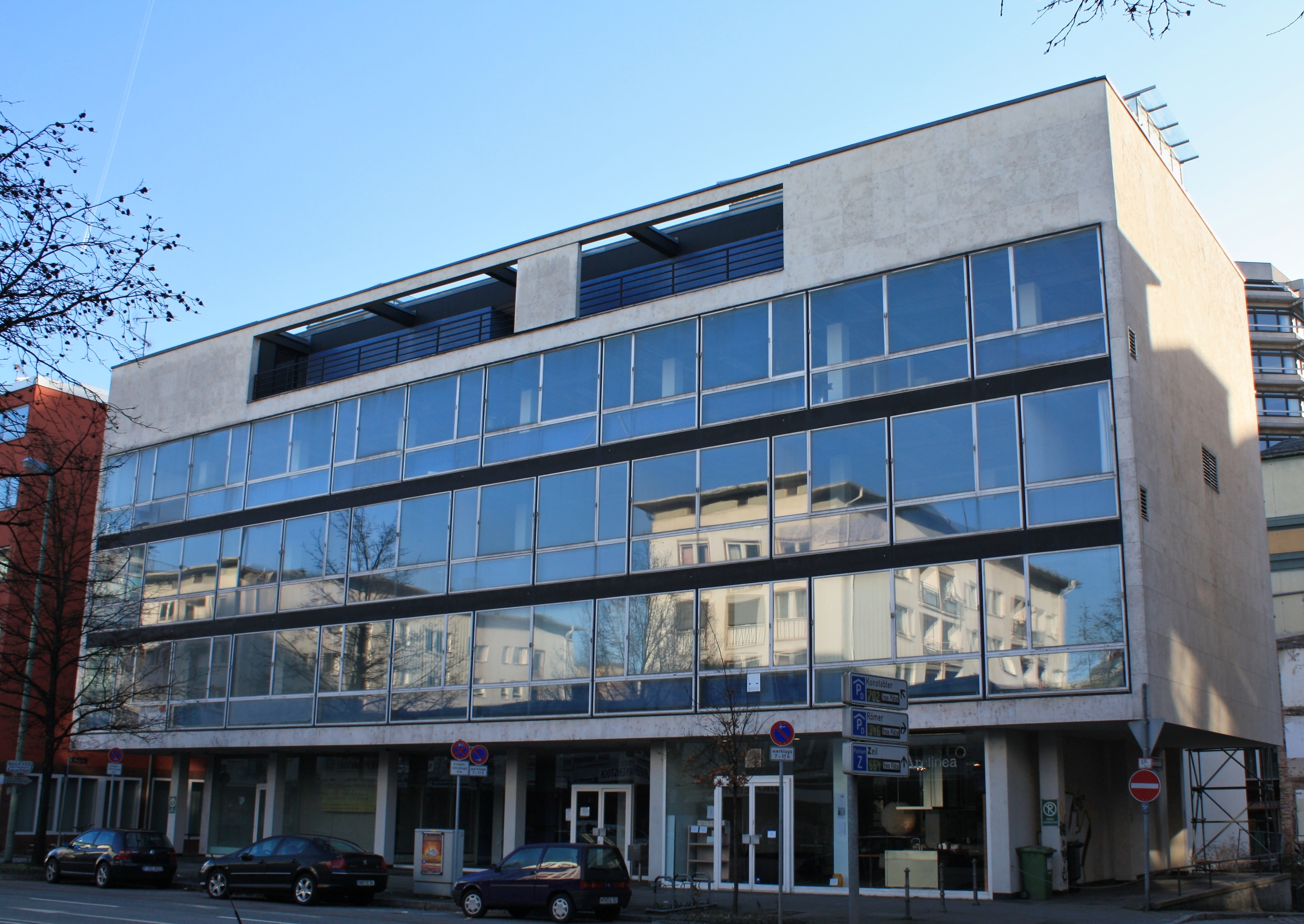
1956 in Frankfurt am Main errichtetes Büro- und Wohnhaus in der Berliner Straße 25

- 1951: Verwaltungsgebäude von HICOG in Bad Godesberg, heute Bonn (mit Sep Ruf, Letocha, Rohrer und Herdt)
- 1952: HICOG-Siedlung in Bad Godesberg-Plittersdorf, heute Bonn (mit Sep Ruf, Letocha, Rohrer und Herdt)
- 1952: HICOG-Siedlung Muffendorf/Pennenfeld, heute Bonn (mit Sep Ruf, Letocha, Rohrer und Herdt)
- 1953: Studentenhaus (heute Studierendenhaus Mertonstraße 28), Frankfurt am Main (mit Letocha, Rohrer)
- 1953–1956: Generalkonsulat der USA in Düsseldorf (mit Skidmore, Owings and Merrill)
- 1954–1955: ehem. Konsulat der USA in Stuttgart
- 1955: ehemaliges Generalkonsulat der USA in der Siesmayerstraße in Frankfurt am Main (mit Skidmore, Owings & Merrill)
- 1956: Büro- und Wohnhaus in der Berliner Straße 25 in Frankfurt am Main
- 1956: Schule und Kindergarten in der HICOG-Siedlung Plittersdorf, heute Bonn.
- 1957–63: Doppeltheateranlage, Schauspiel, Kammerspiele und Oper Frankfurt, mit Beckert und Becker.[2]
- 1958: Amerika-Haus (mit Skidmore Owings & Merrill).
- 1960: Opernhaus in Essen (mit Hannsgeorg Beckert; Entwurf).
- 1962–1968: Nordwestzentrum in der Nordweststadt in Frankfurt am Main (ABB, städtebauliche Planung Sittmann und Schwagenscheidt).
- 1963: InterContinental Frankfurt, mit Beckert und Becker.
- 1963–1965, gemeinsam mit Beckert und Becker: Hotel Intercontinental am Friedrichswall in Hannover.[3]
- 1967–1972, posthum: Zentrale der Deutschen Bundesbank in Frankfurt am Main.